# Stylemys
Stylemys is het eerste fossiele geslacht van uitgestorven landschildpadden, die behoren tot de orde Testudines, dat in de Verenigde Staten is ontdekt. Het geslacht leefde in gematigde tot subtropische gebieden van Noord-Amerika, Europa en Azië, gebaseerd op fossiele verspreiding. Het geslacht werd voor het eerst beschreven in 1851 door Joseph Leidy. De schildpad was alom tegenwoordig in de prehistorische Badlands, vooral Nebraska en South Dakota. De soort is ook gevonden in de formaties in en rond Badlands National Park. De oude schildpadden hadden primitieve kaakspieren, in tegenstelling tot de hedendaagse schildpadden, die ook het os transiliens-bot vertonen, en zouden herbivoor zijn geweest. Hoewel Stylemys-soorten dezelfde nekstructuur vertoonden als moderne schildpadden, waren de voorpoten niet geschikt om te graven, waardoor ze zich onderscheiden van moderne geslachten.

## Soorten
- S. botti
- S. calaverensis
- S. canetotiana
- S. capax
- S. conspecta
- S. copei
- S. emiliae
- S. frizaciana
- S. karakolensis
- S. nebrascensis (syn. S. amphithorax)
- S. neglectus
- S. oregonensis
- S. pygmea
- S. uintensis
- S. undabuna